# Thomas Buergenthal
Thomas Buergenthal (Ľubochňa, 11 maggio 1934 – Miami, 29 maggio 2023) è stato un magistrato tedesco naturalizzato statunitense.
Insigne giurista e professore universitario, nella sua carriera è stato presidente della Corte interamericana dei diritti umani (dal 1985 al 1987) e membro della Corte internazionale di giustizia (dal 2000 al 2010). Di famiglia ebraica durante la seconda guerra mondiale ha vissuto l'esperienza dei bambini dell'Olocausto, sopravvivendo alla detenzione nel ghetto di Kielce e quindi nei campi di concentramento di Auschwitz e Sachsenhausen.

## Biografia
Thomas Buergenthal nasce a Ľubochňa in Cecoslovacchia da una famiglia ebraica tedesca che si era lì rifugiata dalla Germania nel 1933 all'ascesa del nazismo. Durante la seconda guerra mondiale la famiglia si ritrova dapprima rinchiusa dal 1941 nel ghetto di Kielce in Polonia, dove fa esperienza quotidiana della fame, delle uccisioni e del duro lavoro. Scampati miracolosamente alla liquidazione del ghetto, i Buergenthal vengono deportati nell'agosto 1944 al campo di concentramento di Auschwitz. Il piccolo Thomas è uno dei pochi bambini a sopravviverci. Grazie alla sua conoscenza del tedesco viene impiegato come portaordini. Sopravvive anche alla marcia della morte verso il Campo di concentramento di Sachsenhausen dove giunge stremato con alcune dita dei piedi congelate, ma ancora vivo e vi rimane fino alla liberazione il 22 aprile 1945. Trascorre le ultime settimane di guerra a Berlino come mascotte al seguito di un reggimento di soldati polacchi. Viene quindi affidato ad un orfanotrofio polacco a Otwock, finché nel dicembre 1946 può riunirsi a Gottinga con la madre, anche lei sopravvissuta ai campi di concentramento (il padre invece era morto a Flossenbürg).
Nel dicembre 1951 emigra negli Stati Uniti, dove studia al Bethany College in West Virginia (laureandosi nel 1957), per proseguire quindi gli studi in legge alla New York University Law School e alla Harvard Law School. 
Si specializza in diritto internazionale e sui diritti umani. Insegna in varie università americane (l'Università di Buffalo, l'Università del Texas, Emory University), finché dal 1989 approda alla George Washington University Law School. Il suo impegno per i diritti civili lo porta a diventare presidente della Corte interamericana dei diritti umani (dal 1985 al 1987) e quindi membro della Corte internazionale di giustizia (dal 2000 al 2010).
È autore di numerose pubblicazioni e riceve riconoscimenti internazionali per le sue attività per i diritti umani. Nel 2007 pubblica su libro di memorie (A Lucky Child) in cui ripercorre la sua esperienza di bambino durante l'Olocausto.